# Nina Lobkovskaja
Nina Aleksejevna Lobkovskaja (russisk: Нина Алексеевна Лобковская) (født ca. 1925) tjente som snigskytte i Sovjetunionens Røde hær under 2. verdenskrig hvor hun opnåede titlen løjtnant.
Nina Lobkovskaja er født i Sibirien som den ældste af fem børn, men flyttede med familien til det varmere klima i Tajikistan, da faderen døjede med dårligt helbred. Faderen var ingeniør og moderen lærer. Faderen lod sig indrullere i Den Røde Hær i 1942 og blev dræbt i slaget om Voronesj oktober samme år.
Lobkovskaja var med i et hold på 300 kvinder der blev sendt til Veshnyaki for at træne som snigskytter. Fra februar 1942 til slutningen af krigen ledede Lobkovskaja et kompagni kvindelige snigskytter, som fulgte Den Røde Hær hele vejen til Slaget om Berlin. Efter egne optegnelser nåede hun at skyde 89 tyske soldater og officerer.